# Ematurga arenosa
Ematurga arenosa là một loài bướm đêm trong họ Geometridae.